# Alchenstorf
Alchenstorf (in einheimischer Mundart:  [ˈɑu̯(χ)ɪʃˌtoːɾf]) ist eine politische Gemeinde im Verwaltungskreis Emmental des Kantons Bern in der Schweiz.

## Geographie
Alchenstorf liegt auf 500 m ü. M., 8 km nördlich der Bezirkshauptstadt Burgdorf (Luftlinie). Das Bauerndorf erstreckt sich am Ostrand der Schwemmebene der Emme, im Tal des Wynigenbachs zwischen den Höhen von Grossholz und Wildberg, im Schweizer Mittelland.
Die Fläche des 6,57 km² grossen Gemeindegebiets umfasst einen Abschnitt der vom eiszeitlichen Rhonegletscher überformten Molassehöhen östlich der Emmeebene im Berner Mittelland. Das Gebiet wird vom Tal des Wynigenbachs mit einem rund 200 bis 400 m breiten, flachen Talboden von Südosten nach Nordwesten durchquert. Auf seiner Südseite wird das Tal von der Höhe des Wildberges (557 m ü. M.) flankiert. Das Moostal, ein Trockental, stellt die ebene Verbindung vom Wynigenbach zum oberen Önztal her. Das gesamte Talsystem der Region wurde während der letzten Eiszeit durch die Schmelzwasserabflüsse im Randbereich des Rhonegletschers geschaffen.
Die östliche Gemeindegrenze verläuft über den Ieschberg, auf dem mit 626 m ü. M. der höchste Punkt von Alchenstorf erreicht wird. Dieser isolierte Hügel wird eingegrenzt durch das Wynigenbachtal, das Moostal und das Wynigental. Nach Norden erstreckt sich der Gemeindeboden auf den breiten Höhenrücken des Grossholzes (588 m ü. M.). Von der Gemeindefläche entfielen 1997 7 % auf Siedlungen, 32 % auf Wald und Gehölze und 61 % auf Landwirtschaft.
Alchenstorf besteht aus dem Haufendorf Unteralchenstorf (499 m ü. M.) am Austritt des Wynigenbachs in die Emmeebene, dem langgezogenen Strassendorf Oberalchenstorf (506 m ü. M.) im Tal des Wynigenbachs, den Weilern Wil (511 m ü. M.) im Wynigenbachtal zwischen Wildberg und Ieschberg, Tannhölzli (520 m ü. M.) am Nordhang des Wildbergs, Mösli (490 m ü. M.) und Tannwald (500 m ü. M.) im unteren Abschnitt des Wynigenbachtals sowie mehreren Hofgruppen und Einzelhöfen. Nachbargemeinden von Alchenstorf sind Höchstetten, Hellsau, Seeberg, Wynigen, Rumendingen, Ersigen und Koppigen.

## Bevölkerung
Mit 638 Einwohnern (Stand 31. Dezember 2023) gehört Alchenstorf zu den kleineren Gemeinden des Kantons Bern. Von den Bewohnern sind 98,6 % deutschsprachig, 0,4 % französischsprachig, und 0,4 % sprechen Serbokroatisch (Stand 2000). Die Bevölkerungszahl von Alchenstorf belief sich 1850 auf 648 Einwohner, 1900 auf 615 Einwohner. Im Verlauf des 20. Jahrhunderts wies die Bevölkerungszahl eine leicht abnehmende Tendenz auf. Seit 1970 (552 Einwohner) wurden nur noch geringe Bevölkerungsschwankungen verzeichnet.

## Politik
Gemeindepräsident ist seit 2021 Andreas Bracher (Stand 2024).
Bei den Nationalratswahlen 2023 betrugen die Wähleranteile in Alchenstorf (in Klammern die Veränderung im Vergleich zu den Wahlen 2019 in Prozentpunkten): SVP 54,42 % (+3,82), Mitte 11,97 % (−4,66), SP 7,54 % (−1,45), FDP 6,88 % (+3,32), glp 5,19 % (+0,04), Grüne 4,15 % (−2,03), EDU 3,85 % (+2,01), EVP 2,80 % (−0,11), Weitere 3,21 % (−0,93).

## Wirtschaft
Alchenstorf war bis in die zweite Hälfte des 20. Jahrhunderts ein vorwiegend durch die Landwirtschaft geprägtes Dorf. Noch heute haben der Ackerbau, der Obstbau sowie die Viehzucht und die Milchwirtschaft einen wichtigen Stellenwert in der Erwerbsstruktur der Bevölkerung. Weitere Arbeitsplätze sind im lokalen Kleingewerbe und im Dienstleistungssektor vorhanden. In den letzten Jahrzehnten hat sich das Dorf zu einer Wohngemeinde entwickelt. Viele Erwerbstätige sind deshalb Wegpendler, die hauptsächlich in der Region Burgdorf und im Raum Solothurn arbeiten.

## Verkehr
Die Gemeinde liegt abseits der grösseren Durchgangsachsen an einer Verbindungsstrasse von Koppigen nach Wynigen. Der nächste Anschluss an die Autobahn A1 (Bern–Zürich) befindet sich rund 8 km vom Ortskern entfernt. Durch einen Postautokurs, welcher die Strecke von Wynigen via Koppigen nach Burgdorf bedient, ist Alchenstorf an das Netz des öffentlichen Verkehrs angebunden.

## Geschichte

Flugaufnahme von 1954

Das Gemeindegebiet von Alchenstorf ist schon seit früher Zeit besiedelt, was anhand von Spuren aus dem Neolithikum und Überresten eines römischen Gutshofs nachgewiesen werden konnte. Der Ort wird 1257 als Alcherstorf urkundlich erwähnt und erscheint 1275 als Alchestorf, 1276 als Alkistorf, 1316 als Alcherzdorf, 1353 als Algestorf. Der Ortsname ist zusammengesetzt aus einem althochdeutschen Personennamen Alcher oder Alker und dem in alamannischen Siedlungsnamen verbreiteten Grundwort dorf ‹Weiler, Hof, Dorf, Gut, Stadtviertel›.
Von 1275 bis 1471 ist eine Kirche in Alchenstorf erwähnt, deren Standort jedoch nicht genau lokalisiert werden konnte. Dorf und Kirche waren im Besitz des Kartäuserklosters Thorberg und seit 1528 des Amtes Thorberg. Die Oberhoheit über das Gebiet lag seit Beginn des 15. Jahrhunderts bei Bern. Alchenstorf wurde der Landvogtei Wangen und dem Gerichtskreis Koppigen zugeordnet. Auch die Kirche wurde 1420 der Pfarrei Koppigen angegliedert.
Nach dem Zusammenbruch des Ancien Régime (1798) gehörte Alchenstorf während der Helvetik zum Distrikt Wangen und ab 1803 zum Oberamt Burgdorf, das mit der neuen Kantonsverfassung von 1831 den Status eines Amtsbezirks erhielt. Zu Beginn des Jahres 1888 wurde die bis dahin selbständige Gemeinde Wil bei Koppigen (1880 wurden 84 Einwohner gezählt) nach Alchenstorf eingemeindet.

## Sehenswürdigkeiten
Im alten Ortskern sind zahlreiche charakteristische Bauernhäuser im bernischen Landstil aus dem 18. und 19. Jahrhundert erhalten. Alchenstorf besitzt keine eigene Kirche, es gehört zur Kirchgemeinde Koppigen.

## Persönlichkeiten
- Reto Wyss (* 1952), Ruderer, Olympiateilnehmer
- Andreas Aebi (* 1958), Nationalrat (SVP), Landwirt und Reiseveranstalter
- Adrian Käser (* 1971 in Alchenstorf), Schwingerkönig 1989
- Matthias Sempach (* 1986), Schwingerkönig, wuchs in Alchenstorf auf und lebte dort
- Remo Käser (* 1996 in Alchenstorf), Schwinger